# Fiji i olympiska vinterspelen 1988
Fiji deltog med en deltagare vid de olympiska vinterspelen 1988 i Calgary. Landets deltagare erövrade ingen medalj.

## Längdskidåkning
- Rusiate Rogoyawa